# 1981 Tour
Speak & Spell - другий концертний тур британської групи Depeche Mode, включає у себе шістдесят концертів. Це перший тур, коли група давала концерти за межами Великої Британії.

## Треклист
1. Any Second Now
2. Photographic
3. Nodisco
4. New Life
5. Puppets
6. Ice Machine
7. Big Muff
8. I Sometimes Wish I Was Dead
9. Tora! Tora! Tora!
10. Just Can't Get Enough
11. Boys Say Go!
12. What’s Your Name?
13. Television Set
14. Dreaming of Me
15. The Price of Love
16. Addiction

## Концерти
1. 3 січня 1981 - Релея (Велика Британія)
2. 6 січня 1981 - Лондон (Велика Британія)
3. 11 січня 1981 - Лондон (Велика Британія)
4. 12 січня 1981 - Саутенд-он-Сі (Велика Британія)
5. 1 лютого 1981 - Лондон
6. 2 лютого 1981 - Лідс (Велика Британія)
7. 3 лютого 1981 - Шеффілд (Велика Британія)
8. 9 лютого 1981 - Лондон
9. 12 лютого 1981 - Лондон
10. 14 лютого 1981 - Лондон
11. 16 лютого 1981 - Лондон
12. 26 лютого 1981 - Лондон
13. 24 березня 1981 - Лондон
14. 30 березня 1981 - Дартфорд (Велика Британія)
15. 2 квітня 1981 - Саутенд -он-Сі (Велика Британія)
16. 4 квітня 1981 - Лондон
17. 11 квітня 1981 - Релея
18. 16 квітня 1981 - Лідс (Велика Британія)
19. 23 квітня 1981 - Бірмінгем (Велика Британія)
20. 26 квітня 1981 - Лондон
21. 28 квітня 1981 - Базілдон (Велика Британія)
22. 30 квітня 1981 - Лондон
23. 1 травня 1981 - Лондон
24. 3 травня 1981 - Базілдон (Велика Британія)
25. 9 травня 1981 - Кардіфф (Велика Британія)
26. 12 травня 1981 - Лондон - Місце проведення
27. 25 травня 1981 - Дартфорд (Велика Британія)
28. 1 червня 1981 - Лондон
29. 2 червня 1981 - Лондон
30. 27 червня 1981 - Релея
31. 9 липня 1981 - Chadwell Heath  (Велика Британія)
32. 23 липня 1981 - Лондон
33. 25 липня 1981 - Гаага (Нідерланди)
34. 30 липня 1981 - Слау (Велика Британія)
35. 2 серпня 1981 - Брайтон (Велика Британія)
36. 5 серпня 1981 - Манчестер (Велика Британія)
37. 6 серпня 1981 - Лідс (Велика Британія)
38. 7 серпня 1981 - Единбург (Велика Британія)
39. 26 серпня 1981 - Лондон (Велика Британія)
40. Вересня 1981 - Бристоль (Велика Британія)
41. 19 вересня 1981 - Лондон (Велика Британія)
42. 25 вересня 1981 - Гамбург (Німеччина)
43. 26 вересня 1981 - Амстердам (Нідерланди)
44. 28 вересня 1981 - Брюссель (Бельгія)
45. 29 вересня 1981 - Париж  (Франція)
46. 31 жовтня 1981 - Ньюкасл-апон-Тайн (Велика Британія)
47. 2 листопада 1981 - Единбург (Велика Британія)
48. 3 листопада 1981 - Манчестер (Велика Британія)
49. 4 листопада 1981 - Бірмінгем (Велика Британія)
50. 5 листопада 1981 - Ноттінгем (Велика Британія)
51. 6 листопада 1981 - Ліверпуль (Велика Британія)
52. 7 листопада 1981 - Шеффілд (Велика Британія)
53. 9 листопада 1981 - Бристоль (Велика Британія)
54. 10 листопада 1981 - Базілдон (Велика Британія)
55. 11 листопада 1981 - Брайтон (Велика Британія)
56. 12 листопада 1981 - Пул (Велика Британія)
57. 14 листопада 1981 - Лестер
58. 15 листопада 1981 - Лондон
59. 16 листопада 1981 - Лондон
60. 3 грудня 1981 - Чичестер (Велика Британія)